# Lily Monteverde
Lily Chu y Yu de Monteverde (Manila, 19 de agosto de 1939-Manila, 4 de agosto de 2024), popularmente conocida como Madre Lily, fue una cineasta y empresaria chinafilipina.
Monteverde, apodada también como «Madre Lily», fue una de las primeras productoras de cine filipinas que produjo muchas películas taquilleras locales de diferentes géneros en las décadas de los setenta y ochenta. Produjo películas con Alma Moreno, Lorna Tolentino, Maricel Soriano, Dina Bonnevie y Snooky Serna como estrellas principales durante ese tiempo. También impulsó las carreras de Richard Gómez y Aga Muhlach a mayores alturas a principios de los años noventa.

## Carrera
Monteverde produjo casi trecientas películas en Filipinas desde principios de los años sesenta. Dirigió Regal Entertainment durante muchos años. La serie de películas Mano Po, iniciada en 2002 y producida por su empresa cinematográfica, rindió homenaje a sus raíces chino-filipinas y se convirtió en un éxito en varios mercados locales.
También recibió el Fernando Poe Jr. Lifetime Achievement Award en la 37ª edición de los Luna Awards en 2019, el Ina'ng Pelikulang Pilipino Award en 2017 y el Lifetime Achievement Award en 2023 del Consejo de Desarrollo Cinematográfico de Filipinas.

## Vida personal y muerte
Monteverde es hija de Domingo Chu y Profetiza Buban Yu, y tiene un hermano, el fallecido Bienvenido Yu. Fue la madre del entrenador y campeón de baloncesto Goldwin Monteverde, además de tener cinco hijos más de nombres Winnie, Roselle, Teo, Meme y Dondon. Su marido, Leonardo Monteverde, falleció de neumonía el 29 de julio de 2024 a los 86 años de edad. Tuvo siete nietos y un bisnieto.
Monteverde falleció en su mansión en Manila el 4 de agosto de 2024 a los 84 años de edad, menos de una semana después de la muerte de su esposo y quince días antes de su cumpleaños 85.